# Axel Pehrsson-Bramstorp
Axel Alarik Pehrsson-Bramstorp (Öja, 19 de agosto de 1883 — Lilla Isie, 19 de fevereiro de 1954), nascido como Axel Alarik Pehrsson, foi um político da Suécia. Ocupou o lugar de primeiro-ministro da Suécia de 19 de junho de 1936 a 28 de setembro de 1936.

## Juventude
Axel Pehrsson era membro de uma família de agricultores em Öja (agora no município de Ystad) em Skåne. A morte de seu pai impossibilitou-o de continuar seus estudos. Depois dos 14 anos, ele mais tarde concluiu alguns cursos de educação de adultos em uma folkhögskola (o equivalente a uma faculdade comunitária). A fazenda de seus pais era de tamanho considerável. Na altura do seu casamento comprou a quinta Bramstorp na mesma freguesia e mais tarde assumiu a quinta dos pais e comprou várias outras também.

## Carreira política
Pehrsson era ativo na política local e regional, e em 1918 tornou-se membro da Segunda Câmara do Riksdag, representando o Partido Liberal, mas não foi reeleito em 1921. Mudou para o Partido Agrário Bondeförbundet (os "Agricultores Liga") e foi eleito Membro da Segunda Câmara em 1929, onde exerceu funções até 1949. Foi presidente do partido de 1934 a 1949.
Depois que o gabinete social-democrata de Per Albin Hansson foi derrubado por uma maioria parlamentar na primavera de 1936, Pehrsson obteve o mandato do rei Gustavo V para formar um governo de coalizão não socialista. Isso acabou sendo impossível e Pehrsson chefiou brevemente um gabinete de um partido único como primeiro-ministro de 19 de junho a 28 de setembro de 1936. Como esse gabinete estava no cargo apenas durante o verão, ele foi chamado de "O Governo de Férias". Ele se nomeou Ministro da Agricultura; após as eleições para a Segunda Câmara em setembro, ele renunciou ao cargo de primeiro-ministro, mas permaneceu como ministro da Agricultura no novo gabinete de Hanson, que era uma coalizão de social-democratas e do Partido Agrário. Ele continuou na mesma posição de gabinete no gabinete da coalizão nacional que foi formado sob o primeiro-ministro de Hanson na eclosão da Segunda Guerra Mundial em 1939 e permaneceu até o final da guerra em 1945.

## Atividades posteriores
Após a renúncia do gabinete da coalizão em tempos de guerra, Pehrsson-Bramstorp ocupou vários cargos importantes em organizações agrícolas, permanecendo como presidente de seu partido e membro do parlamento, até que uma doença o obrigou a se aposentar em 1949. Ele foi agraciado com o título de cavaleiro do Ordem dos Serafins no mesmo ano, e viveu o resto de sua vida em sua fazenda.